# ターンX
ターンX（TURN X）は、テレビアニメおよび劇場用アニメ『∀ガンダム』に登場する架空の人型ロボット兵器。名称の由来は、「10番目（X＝ローマ数字の10）の星により道を曲げられたもの」
月面国家「ムーンレィス」のギンガナム艦隊が保有するモビルスーツ (MS)。月のマウンテンサイクルで発掘された古代兵器のひとつであり、一文明を滅ぼすほどの圧倒的な力を秘めている。劇中ではギンガナム艦隊総司令のギム・ギンガナムがみずから搭乗し、主人公ロラン・セアックが搭乗する兄弟機「∀ガンダム」と死闘を繰り広げる。

## 機体解説
ギム・ギンガナムが打倒∀ガンダムのため、月のマウンテンサイクルから掘り起こした機体。その型式番号から度重なる改修を受けたと推察されており、その際に本来の補修パーツを入手できなかったことから左右非対称の姿となった。開発経緯は諸説あり、かつてニュータイプと呼ばれた人々のために作られたとも、太陽系外で作られた可能性が存在するともいわれている。胸部のX字はマーキングではなく過去の戦いで受けた傷であるが、ナノマシンで自己修復可能であるにも関わらず残っている原因は不明。また、∀ガンダムとともに「ターンタイプ」と呼ばれるMSであるが、旧文明期の人類が何処かから漂着したターンXを回収・解析し、外宇宙に存在する知的生命体からの侵略に備えて開発した機体が∀ガンダムであるとする説も存在する。結果的に外宇宙からの本格的な侵略はなく、地球圏内部で幾度となく繰り返される争いは物量戦争に終局をもたらし、文明をリセットし再興すべきだと考える∀ガンダム側の勢力とテクノロジーの力で解決しようとしたターンX側が一騎討ちをするに至った。結果、ターンXは敗北した。機体呼称の由来には諸説あり、「X(ギリシア語で10)番目の星に道を曲げられたもの」とする説もみられる。
ターンXトップ
ターンXの頭部であり、コクピットはここに有する。切り離して自立飛行可能なほか、単独でカイラスギリーのコントロールが可能な処理能力を有する

## 武装
背部ウェポンプラットホーム「キャラパス」
ターンXが背部に装備するウェポンプラットホーム。以下の4つの武装を内蔵している。積載した武装は収納した状態でエネルギーの充填やメンテナンスを行う機能がある。
設定面ではターンX本来の補修パーツが用意できなかったことから、発掘された他の機体の装備を使用したとする資料、度重なる改修によって本来の装備ではない武器を取り付けた結果、原型をとどめていなかったとする資料もみられる。また、惑星間移動用の機体として使用されていた当時は推進システムとして機能していたという説や、背部ウェポンプラットホームはターンXとは別に発掘されたものという説もある。内部スペースは空の部分も多く、未発見または喪失した装備の存在も示唆されている。
オールレンジ攻撃の際は、腰部に接続されたままとなっているカットと、単体で浮遊しているカットがある。オールレンジビームを撃つカットは無い。49話でジョゼフ・ヨットが操る∀ガンダムの腹部ビームキャノンの連射を受け爆発、破壊されている。
ビームライフル
∀ガンダムのビームライフルと同系統の武装でスペックもほぼ同等とされるが、サイズは∀ガンダムのものに比べ小型である。中、長距離用の兵装で、状況に応じてモード変換を行う。モード変換は本体とのリンクによって内蔵デバイスが自動的に判断し、実行される。
バズーカ
実体弾を射出するが、作動機構が炸薬によるものか、電磁的な技術に依存するかは不明である。特にIフィールドが搭載されている機体など、ビーム兵器が有効でない場合に真価を発揮する。福井小説版はビームバズーカとなっている。
ハンドビームガン
劇中未使用。拳銃型のビーム兵器。
3連装ミサイルランチャー
劇中未使用。上部に持ち手が存在するミサイルランチャー。
ワイヤークロー
右腕に3本内蔵。先端部に小型クローとレーザー砲が付いている。
溶断破砕マニピュレーター
右腕のアームユニットに内蔵されている近接兵器。機体のデータベースには「シャイニングフィンガー」として登録されている。資料によって「相手を掴んで破壊する装備、当初はギンガナムが使い方を知らなかったのか流体金属を発射していた」とする資料、敵を粉砕するビーム兵器、ビーム砲やビームサーベルとしても使用されるとした資料、開いた掌からビーム状の触媒を展開し、Iフィールドで形成し敵機を粉砕する装備とした資料もみられる。
デザインワークスに関与した重田敦司によって公式で五本指に展開するパターンも考案されている」。
設定資料に記載された部位名称は「溶断破砕マニピュレーター」だが、TVシリーズ本編にて「なるほど！シャイニングフィンガーとはこういうものか！」とのギンガナムの発言から、初めてその名称が判明した。劇場版ではこのシーンは別の台詞に変更されている。なお、模型雑誌の事前情報では「爆熱ゴッドフィンガー」との情報が流されている。
3連装ビーム投射システム
溶断破砕マニピュレーターのクロー部に搭載された固定式ビーム砲。オールレンジ攻撃時などに使用される。
オールレンジ攻撃システム
頭部、両腕、両肩、胸部、背部、腰部（+ウェポンプラットホーム）、両足の9パーツに機体を分離。頭部以外の全パーツからビームを撃てる。回避にも使用でき、ビームサーベルの斬撃を回避したり、組み付きからの脱出にも使用された。重力下でも使用可能。また各パーツで敵機を包囲、強力な磁場を発生させ機体を拘束するという機能も搭載している。サイコミュシステムが搭載されていることを示唆する台詞が作中で発されている。
オールレンジ攻撃システムによる包囲攻撃はブラディ・シージ (bloody siege 和訳は「血の包囲網」) と呼称される。
月光蝶システム
その他
月光蝶の力を取り込むため、股間部の装甲を展開し∀ガンダムの頭部を挟む機能も存在する。

## 劇中での活躍
当初はXトップのみで登場。∀ガンダムが近づくと、両機ともにコックピットのモニター全体に「∀」を上下重ね合わせたような文字が入り乱れるという反応を起こし、ゲンガナムに落下しようとしていたミスルトゥへの核攻撃に対して、バリアーのようなものが発動した。
その後、月面都市ゲンガナムの全電力を使って全身が起動。ビームで味方マヒロー3機を破損。∀ガンダムと最初の交戦をした際、∀ガンダムと交信していたところ外部と通信不能になり、黒歴史のデータを映像に出した。
2度目の∀ガンダムとの交戦で分離機能を初使用。∀ガンダムと戦って勝利し、これを捕獲するが、コアファイターで脱出したロランには逃げられる。
地球では、ディアナカウンター、ミリシャと交戦しムットゥー・ウォドムなどを撃破。この時Iフィールドでビームを防いでいるのが良く見える。奪い返されてジョゼフ・ヨットが搭乗していた∀ガンダムに対して謎の機能を使用。データを取ると同時に電流攻撃を行い、ジョゼフを戦闘不能にする。この際、戦闘に割って入ったスエッソン・ステロの乗るマヒローを邪魔者と判断し、撃墜している。
その後、ハリー・オードとポゥ・エイジのスモー2機と交戦、Iフィールドによる金縛りを仕掛けられるが、そのエネルギーを吸収し、月光蝶を発動させる。ポゥのスモーに取り押さえられ、ハリーのゴールドスモーに止めを刺されそうになるも、分離機能によりこれを回避、そのままスモー2機を行動不能にした。
その後、ロランの乗る∀ガンダムと交戦。お互いに月光蝶を発動させ金縛り状態となったが、コレンの乗るカプルの攻撃で機能が回復した。この時、再起動した月光蝶でコレンカプルを撃墜している。その後の一騎討ちで、相討ちとなって大破。∀ガンダムやギンガナム共々ナノマシンの繭に包まれ、機能を停止する。

## 備考
デザイナーはシド・ミード。クリンナップは重田敦司。
デザインコンセプトは『機動戦士ガンダム』のモビルスーツMSN-02 ジオングを踏襲している。ファンの間では「シド・ミードが来日時に、伊豆の旅館に滞在した際に一晩で描き上げた機体」という逸話が広まっているが、その場に居合わせた河原よしえの証言によると、これは事実誤認で、シド・ミードが旅館の夕食に供せられたイセエビをモチーフにしてバンデットをデザインした際の出来事が、誤ってターンXの逸話として広まったものであるとされる。実際には赤坂プリンスホテル滞在中の10日間で100枚超のスケッチを描く試行錯誤を経ており、自らの画集『Syd Mead's SENTURY』では∀ガンダムでなく、ターンXを2ページ見開きで載せている。
スタッフの説明では、頭だけ登場したことと、なかなか姿を見せなかったのは、左右非対称のデザインは非常に作画に手間がかかるから、という理由もあるという。そのため「ターンXを使うのは最後の2話だけにする」「最終話までミイラ男のようにナノスキンだらけにしておく」という案もあったらしい。全身のカラーリングはミードの画稿では白で描かれているが、富野からザク（ボルジャーノン）カラーという提案もあった。実際のアニメ指定色は、白に近い薄い緑が使用されている。頭部の「目元」に相当する部分はアニメ設定画版では黒ベタで塗りつぶされていたが、本編作画ではアップ時などにガンダムタイプのツインアイのディテールが描かれている（ミード版画稿にも頭部の奥に二つの「目」が覗く様子が確認できる）。
曽我篤士の漫画『∀ガンダム』では、大気圏上での∀ガンダムとの戦いの末にターンタイプ同士の相互干渉で機能不全に陥ったまま大気圏に突入し、大気による空力加熱に耐え切れず、∀を道連れにギンガナム諸共燃え尽きている。
福井晴敏の小説『月に繭 地には果実』では、ザックトレーガーのドックに潜み、大気圏離脱中のウィルゲムを襲撃する。ロランの∀ガンダムとハリーのスモーを一時撃退するが、その直後に∀ガンダムの本来の力を開放したロランの攻撃を受け撃墜されてしまう。その後、ターンXを構成するナノマシンの機能によりザックトレーガーと融合するものの、∀ガンダムによる攻撃で傷ついた縮退炉の暴走により爆縮を起こし、結果ザックトレーガーを破壊してしまう。また、本作ではソレル家専用の機体という設定になっている。関係は不明だが、「貴婦人修行」の回でディアナが着ていたドレスは、胸の部分がX字になっている。
ゲーム『ガンダム無双2』では、ロランとの死闘が原作同様に描かれ、∀ガンダムのビームサーベルの一撃を食らうものの相打ちとはならずターンXが撃破され、ギンガナムはターンXから武者ガンダムに乗り換えて戦いを演じた。また、発売前に行われた第2回人気MS投票では、サザビーに次いで第2位に選ばれた。

## バリエーション
オリジナル ターンX(ターンX初期生産型)
電撃ホビーマガジン誌2000年6月号記事「Before ∀」に掲載された。後に月面で発掘されるターンXのオリジナル機で、胸部には傷を持たないほか、右腕部が通常のマニピュレーターとなっている。